# ويز للطيران أبو ظبي
ويز للطيران أبو ظبي Wizz Air Abu Dhabi هي شركة طيران إماراتية منخفضة التكلفة مقرها في مطار أبو ظبي الدولي ، الإمارات العربية المتحدة. شركة الطيران هي مشروع مشترك مع ADQ المملوكة للدولة (شركة أبو ظبي التنموية القابضة سابقاً) ، والتي تمتلك 51٪ مع Wizz Air Holdings التي تمتلك نسبة 49٪ المتبقية. بدأت الرحلات في نوفمبر 2020 بطائرتين من طراز إيرباص A321neo، وارتفعت إلى 50 طائرة خلال السنوات قليلة.

## تاريخ
في 12 ديسمبر 2019 ، أعلنت Wizz Air أنها ستنشئ شركة تابعة جديدة ، مقرها في مطار أبو ظبي الدولي ، تقدم رحلات منخفضة التكلفة من المطار للاستفادة من الأسواق النامية في جميع أنحاء الشرق الأوسط وإفريقيا وشبه القارة الهندية. 
في يوليو 2020 ، أعلنت Wizz Air Abu Dhabi عن شبكة خطوطها الأولية ، حيث أطلقت 6 وجهات من قاعدتها في أبوظبي.
في مقابلة ، قال جوزيف فاردي ، الرئيس التنفيذي لشركة Wizz Air ، إن أسطول شركة الطيران يمكن أن ينمو إلى 100 طائرة في السنوات الـ 15 المقبلة.
أقلعت الرحلة الافتتاحية المتجهة إلى أثينا من مطار أبو ظبي الدولي في 15 يناير 2021. وبدأت الرحلة الثانية بين أبوظبي وسالونيك في 4 فبراير 2021.

## انظر أيضا

تديرها ويز إير أبو ظبي (5 واط)
يتم تشغيلها من وإلى الإمارات العربية المتحدة من قبل Wizz Air Hungary (W6)